# قلعة ملجريف
قلعة ملجريف (بالإنجليزية: Mulgrave Castle)‏ تشكل قلعة ملجريف واحدة من الهياكل الثلاثة الموجودة بنفس المنطقة في ليث وبالقرب من وتيبي ويوركشاير وإنجلترا. واحدة من هذه القلاع معروفة باسم (القلعة القديمة) أو (القديمة)، وقد تم تأسيسها من قبل الأسطورة وادا وهو الحاكم في هيلسينجلاند السادس عشر. كان موقع القلعة الثانية (5404935 شمالًا و00755 غربًا) من رأس الباروني القطاعي للملجريف، وكانت من إنشاء بورمان وبقيت فعالة حتى دمرت بأمر من البرلمان في عام 1647. والمعلم الثالث كان عبارة عن منزل ريفي يقع (5405012 شمالا إلى 006922 غربا) التي تم إنشاؤها من قبل السيدة كاثرين دارنلي وتم نقلها في عام 1718 عن طريق الزواج من عائلة فيبس وعندما تزوجت ابنتها ليدي كاثرين أنيسلي من ويليام فيبس. قد احتلت عائلة فيبس في وقت لاحق ألقاب البارون مولغريف وأيضا ماركيز نورماني.

## التاريخ

### القلعة القديمة
وفي القرن التاسع عشر كان كتيب المسافرين يروي للمسافرين في يوم يوركشاير وللمقيمين في المقاطعة بأن القلعة قد بناها وادا وهو حاكم هالسنغلاند. وقد يشير ليلاند في مساراته بحوالي عام 1545 إلى العديد من الأساطير المحلية يفترض من خلال ان وادا كان جبارآ لأنه بنى العديد من القلاع والطرق في يوركشاير.

### القلعة الثانية
(أنقاض قلعة نورمان مولغريف)
ويبدو ان القلعة الثانية هي التي احتلت القلاع بأكملها وكانت تقع بمنطقة بورمان وقد تم بناءها على يد نايجل فوسارد الذي (توفي لحوالي عام 1120) الذي حصل على ملكيته بعد غزو نورمان. وتم تسجيل فوسارد في الكتاب كمستأجر من Domesday وفي كتاب 114 مانور وكان جميعها في يوركشاير وكانوا جميعا تحت حكم روبرت وكونت مورتين من (جريف) وتم تعريفه)langbaurghعلى انه ملجريف في مئات (
وأصبح بنفسه رئيسآ مستأجرآ للملك في عام 1088 وحصل على الباروني الأقطاعي الكبير الذي كان موقعه في الملجريف ومن ثم عرفت بأسم بارون مولجريف ووفقآ لعودة كارتاي بارونوم التي صنعت في عام 1166 التي ضمت 133 من رسوم فارس 2 . وكان يقع النهج الرئيسي في الغرب مع برجيين من الحجر يطلان على المدخل. وعملوا على حظر الاقتراب من الخنادق بالجهة الشرقية وتأكدت فكرة ان النهج الغربي كان يتم عن طريق الجسر المتحرك وقد تسببت من مستويات الهدم المختلفة للأرض المحيطة بأنتفاخ الجدران إلى الخارج وهو من الامور التي تطلبت الدعم بوضوح لبعض الطوب المستخدم في الهيكل الروماني.
- ذراعي دي مولي: أو بمعنى منحنى السور وكما رسمها جون غويليم في «عرض من شعارات النبالة» في عام 1910.
- يقع مولي كروس على بعد ميل واحد شمالآ و 13 ميلآ جنوبآ وقد يلمح ان علامة الصليب دلالة على حدودية اقامت عائلة دي مولي وربما بشيء يبدو متعلقآ بحقوقهم في الرعي كأبناء لملجريف.
توفي روبرت نايجل فوسارد روبرت في عام 1135 ومعه ابن روبرت د.ج عام 1170 تاركآ ابنآ وهو وليام الثاني الذي توفي في حوالي عام 1195 وقد ترك خلفه وريثته جوان والتي والتي سلمت البارونة والقلعة لزوجها روبرت دي تورنهام الذي (توفي في عام 1211). كان اليزابيل دي ترنهام الوريثة الوحيدة المتبقية على قيد الحياة وهي التي احضرت الباروني والقلعة الي بيتر دي مولي (أو مولاي) (ت. 1211) الذي استحقته من قبل الملك جون في زواجها البارون. وقد كان دي مولي من مواليد بواتو ويقال ان زواجه من هذه الوريثة الثرية كان مكافأة لقتله الأمير آرثر في عام 1203 . ابن الاخ الأكبر لجون قد هدده بخلافة وتولي العرش. وكان حاكم قلعة كورفي الواقعة في دورست بمثابة سجين اليانور أخت آرثر وبالإضافة الي ان بيتر الثاني دي مولي هو وريث بطرس الأول بسبب ان في عام (1226 – 1279) الذي تزوج جوان دي بروس (وتوفي عام 1203) وهي واحدة من خمس اخوات لبطرس الثالث دي بروس الذي (توفي عام 1272) وبارون الأقطاعي في سكيلتون ويوركشاير والذي له صهر تزوج هيلاري دي مولي وأخت بيتر الثاني. وفي زمن بيتر الثاني مسكت البارونة من قبل خدمة فارس لتزويده فرسان في وقت الحرب في وجود الملك لمدة 40 يومآ في السنة. وكان وريث بيتر الثاني هو بيتر الثالث دي مولي توفي في عام (1308) والذي تزوج من نيكول دي غنت التي قد توفت في عام (1302) واختها وشريكها في الورثة دي غنت (في حصة (1/3) إلى جيلبرت الخامس دي غنت (د. 1298) والبارون الإقطاعي لفولكينجهام ولينكولنشاير. وقد قام بيتر في استدعاء بيتر الثالث إلى البرلمان بموجب امر من قبل وصول المؤرخ 23 يونيو لعام 1296 ومما جعله أول بارون لدي مولي ومن الممكن رؤية ختم بيتر الثالث كواحد من 72 ختم ملحق برسائل البارون ومنها إلى البابا مختومة في برلمان لينكولن في يناير من عام 1301 وتبين له اتجاه معاكس للوضع المعتاد للأختام المبكرة التي تحمل السيف والدرع على ظهر حصان الحرب الراكض ومع ذيول معطفه التي تجتاح الرياح. وتظهر ذراعيه داخل شعار على شكل مدفأة منحنية للحفاظ ع مرور العمل والتي اشتعلت بها النيران كما تحملها فالكريك رول أو ما يسمى ثني السمور في عام (1298) الذي كان وريثه بيتر الرابع دي مولي وتوفي في عام (1334)ويذكر كامدن ان بطرس الأول قد خلفه 7 اخرين يحملون اسمه.
انتقلت القلعة إلى سير جون بيجوت (ص.1376 – 1462 /7) من خلال سترينجتون ويوركس وعند زواجه من كونستانس دي ولي (ص.1385 -15 / 1450 /12) وهي الابنة الكبرى وزميلة مشاركة لبيتر السابع دي مولي الذي توفي عام (1378) وتوفي أيضا ابن بيتر الثامن في عام (1415) دون محاكمة وبعدها تم الأمر لعمل انقراض للباروني دي مولي وبعدها كان بيجوت يحتل المرتبة الخامسة من اصل بيجود وايرل نورفولك الثالث الذي توفي في عام (1225).
انتقلت الملكية إلى رادكليفزعند زواج دوروثي بيجوت في تلك العائلة قبل الاستقرار في عام 1625على اللورد شيفلد من بيرويك وبعدها كان عنون ايرل مولغريف من قبل تشارلز الأول. هناك دليل على ان البناء الاولي كان من قبل فوساردز وقد تم تحديثه وتغييره من قبل السكان اللاحقين. وقد كانت القلعة محمية بواسطة الملكيين خلل الحرب الأهلية الإنجليزية. وبعد ذلك تم تفكيكها أمر من البرلمان في عام 1647 وبعدها اكتشف ان كذبة الطوب الناتجة عن التدمير ما هي الا ان البارود ربما استخدم هذا الغرض

### مانور لحالي
قد تم بناء المبنى الثالث وهو قصر مخصص بواسطة السيدة كاثرين دارنلي ودوقة باكينجهام وهي الابنة الغير شرعية لجيمس الثاني ملك إنجلترا ثم زوجة جون شيفيلد ودوق باكينهام الأول ونورمانبي. وبعدها انتقلت الملكية إلى عائلة فيبس في عام 1718 وحصلت عندما تزوجت ابنة دوقة ليدي كاثرين أنيسلي من ويليام فيبس. وفقآ للأسطورة في بقعة محبسة التي انشأها ويليام دي بيرسي التي تم بناء منزل صيفي على الأرض في عام 1150 . استأجرت دوليب سينغ اخر مهراجا البنجاب كعقدآ في قلعة الملجريف في عام 1858. 
واعتبارآ من عام 2010 يحتفظ قسطنطين فيبس بالمركز الخامس لنورمانبي. وفي عام 2003 اجرت عارضة الأزياء الشهيرة ايلي ماكفرسون عقدآ في منطقة مولجريف التي تبلغ مساحتها 16000 فدان (65 كم2) والتي تعد وحدة من أرقى صور اطلاق النار ي إنجلترا وبما في ذلك الحق في العيش في منزل اجداد عائلة فيبس وقلعة ملجريف خلال موسم الرماية الذي يستمرأربعة أشهر.